# تاموتسو سوزوکی
تاموتسو سوزوکی (ژاپنی: 鈴木 保؛ زادهٔ ۲۹ آوریل ۱۹۴۷) فوتبالیست پیشین و مربی فوتبال اهل ژاپن است.
تاموتسو سوزوکی در تیم‌هایی همچون تیم ملی فوتبال زنان ژاپن مربی‌گری کرده‌است.